# 嘉陵街道
嘉陵街道，是中华人民共和国四川省广元市利州区下辖的一个乡镇级行政单位。
2019年12月，撤销工农镇，将原工农镇千佛崖社区、瓷窑铺社区、大塘村、小塘村、千佛村、小岩村、虎星村、亮垭村、枫香村、三颗村、学地村所属行政区域划归嘉陵街道管辖，嘉陵街道办事处驻日新巷20号。

## 行政区划
嘉陵街道下辖以下地区：
将军桥社区、大华社区、北街社区、市场街社区、平桥社区、凤凰山社区、建设路社区、下河街社区、南街社区和上河街社区。